# Acid aconitic
Acidul aconitic  este un acid tricarboxilic care există sub 2 forme izomere: acid cis-aconitic și acid trans-aconitic. Baza conjugată a acidului cis aconitic este un intermediar important în izomerizarea citratului la izocitrat (ciclul acidului citric), proces catalizat de aconitază , enzimă în care centrul format din fier și sulf (compus de tip cluster) reacționează direct cu substratul enzimatic.